# Oficina de servicios
Una oficina de servicios, bureau de servicios o gestoría es una empresa privada que proporciona servicios empresariales por un coste. El término ha sido extensamente utilizado para describir servicios basados en tecnología a empresas de servicios financieros, particularmente bancos. Clientes de oficinas de servicio típicamente no tienen la escala o pericia para incorporar estos servicios en sus operaciones internas y prefieren subcontratarlos a una oficina de servicio. Servicios subcontratados de nómina es un servicio generalmente contratado a una oficina de servicio.
El valor de una oficina de servicios para sus clientes es una combinación de tecnología, proceso y pericia de ámbito empresarial. Su modelo empresarial es basado en su habilidad de producir sus servicios y distribuirlos en gran volumen a una base de clientes muy amplia. En el contexto moderno, la tecnología es una clave facilitadora para alcanzar este nivel.
La mayoría de las tecnologías contemporáneas comunes que apoyan el modelo empresarial de las oficinas de servicios son SAAS (Software como servicio) y SOA (Arquitectura orientada a servicios). Estos han sido cada vez más adoptados, basado en la proliferación de estándares de interoperabilidad del software y servicios web. La evolución de estas tecnologías ha conducido al resurgimiento del modelo empresarial de las oficinas de servicios, que está siendo cada vez más conocido como Servicios 2.0.
España es el primer país que certifica con éxito las oficinas de servicio. 